# Janet Jacme
Janet Jacme (née en 1967 à Chicago, dans l'Illinois) est une actrice afro-américaine de films pornographiques.

## Biographie
Janet Jacme entre dans l'industrie pornographique au début des années 1990 et a depuis tourné dans plus de 200 films. En 2006, elle devient la troisième femme noire au monde à intégrer le prestigieux AVN Hall of Fame, après Jeannie Pepper et Heather Hunter,.